# 陵川県
陵川県（りょうせん-けん）は中華人民共和国山西省晋城市に位置する県。

## 歴史
596年（開皇16年）、隋代により設置された。元代の一時期は晋城県に編入されたが、まもなく再設置された。
1958年に廃止となり晋城県に編入されたが、1961年に再設置され現在に至る。

## 行政区画
- 鎮:崇文鎮、礼義鎮、附城鎮、西河底鎮、平城鎮、楊村鎮、潞城鎮
- 郷:奪火郷、馬圪壋郷、古郊郷、六泉郷